# Urlaub vom Leben
Urlaub vom Leben ist ein deutscher Spielfilm aus dem Jahr 2005.
Es ist der Diplomfilm von Neele Vollmar (Regie), Jochen Laube (Produktion) und Pascal Schmit (Kamera) an der Filmakademie Baden-Württemberg. Vertrieben wird er vom Schwarz-Weiss Filmverleih.
"Urlaub vom Leben" ist eine Koproduktion mit "ZDF / Das kleine Fernsehspiel", gedreht wurde in Bremen. Der Film lief ab dem 2. Februar 2006 sehr erfolgreich in den deutschen Kinos, über 95000 Zuschauer sahen ihn.
Vor dem Kinostart lief "Urlaub vom Leben" auf zahlreichen Festivals, seine Uraufführung hatte er als Eröffnungsfilm der Internationalen Hofer Filmtage.
Im April 2006 wurde der Film als bester Nachwuchsspielfilm des Jahres mit dem Studio Hamburg Nachwuchspreis ausgezeichnet.

## Handlung
Rolf Köster arbeitet seit Jahren als Kassierer in einer kleinen Bankfiliale. Jeder Tag vergeht wie der Tag davor. Er hat eine dreizehnjährige Tochter, die lieber Tagebuch schreibt als zu sprechen und einen sechsjährigen Sohn, der einen Fahrradhelm tragen muss, da er ständig mit dem Kopf gegen Wände läuft. Seine Frau organisiert das gesamte Familienleben, und Rolf bleibt im Hintergrund. Doch er hat Zweifel, ob er, der doch "alles" hat, wirklich glücklich ist. Da bekommt Rolf überraschend eine Woche Urlaub. Er beschließt, seiner Familie nichts davon zu sagen und auch wie üblich aus dem Haus zu gehen. Rolf Köster beginnt ein Doppelleben.
Zusammen mit der quirligen Taxifahrerin Sophie beginnt er seine Umgebung zu erkunden. Auf dieser Entdeckungsreise lernt er sein Umfeld und die Menschen neu kennen. Der Zufall will es, dass er in einem Supermarkt seine Frau entdeckt. Jahrelang lebt Köster nun mit ihr zusammen, doch in letzter Zeit kannte er sie und ihr Leben nicht mehr. Nun wartet vor dem Laden ein anderer Mann auf sie. Der "Urlaub vom Leben" öffnet Köster die Augen und macht ihm klar, dass er eigentlich gar nicht mehr lebt. Am Ende dieser Woche kehrt Rolf Köster zurück in das wahre Leben und hat seine Neugierde wieder gewonnen.

## Kritik
Der Filmdienst kritisierte die „überraschungsarme, grob vereinfachende Komödie, die vermitteln will, dass in der Arbeitslosigkeit durchaus Glück liegen kann.“ Lob findet er „für den überzeugenden Hauptdarsteller in der Rolle des sensiblen Biedermanns“.
Ebenso urteilt Prisma: „Filmisch eher unspektakulär schildert Neele Leana Vollmar die Tristesse des Alltags, das Erkalten der Gefühle, also nahezu den Normalzustand einer typisch deutschen Ehe. Dank starker Darsteller verzeiht man die ein oder andere filmische Unzulänglichkeit. Vor allem Hauptdarsteller Gustav Peter Wöhler gibt den perfekten Loser auf der Suche nach dem verlorenen Glück.“
Auch Cinema lobt vor allem die Leistung des Hauptdarstellers: „Gustav Peter Wöhler []… kann er hier seine Klasse zeigen. Die Wandlung vom verknöcherten Spießer zum vorsichtigen Entdecker einer neuen Freiheit spielt er zurückgenommen und absolut glaubwürdig. So nimmt man aus dem am Ende sogar humorvollen Film die Anregung mit, den eigenen Alltag zu überdenken.“